# فاني لوكونن

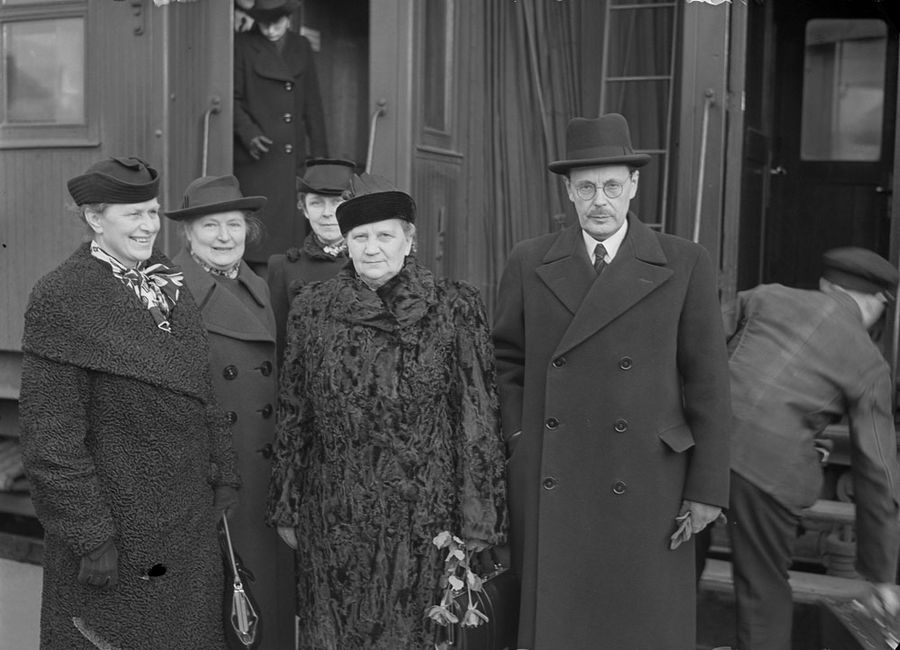
Fanni Luukkonen keskellä.

فانـّي لوكـّونن (Fanni Luukkonen؛ أولو، 13 مارس 1882 - هلسنكي 27 أكتوبر 1947)، كانت قائدة اللوتا سفارد الفنلندية لفترة طويلة، وهي منظمة تطوعية نسائية.
تم اختيار لوكـّونن كقائدة لل لوتا سفارد في عام 1929. وشهدت فترة قيادتها ارتفاع عدد أعضاء المنظمة إلى 000 232 ، فقد كانت أكبر منظمة نسوية في فنلندا بل وحتى العالم. وقد مـُنحت وسام صليب الحرية من الفئة الأولى بالسيوف، وذلك من قبل المارشال مانرهايم في يونيو 1940. فكانت أول امرأة تحصل على هذا الوسام.
عند انتهت حرب الاستمرار، طلب الاتحاد السوفياتي بحل لوتا سفارد إلى جانب الحرس الأبيض.